# Muluc

Glífo de códice que caracteriza al muluc

El muluc o muluk,  es el noveno día de la rueda calendárica del Tzolkin que simboliza el agua, la lluvia, la ofrenda y al jade. Este día era igualmente asociado a la deidad pez xoc, al jaguar, al color rojo y al «rumbo este».  Cada noveno día los mayas lo consideraban día de «pagamentos» a la deidad Ajaw y de las penitencias por daños causados a sí mismos o a los demás.